# Riduzione (Svezia)
Con la riduzione in Svezia, (svedese: reduktion), i feudi che erano stati concessi alla nobiltà svedese sono stati restituiti alla Corona svedese.

## Antefatti
Gustav Vasa ripristinò la sovranità svedese nel 1523, ponendo fine all'Unione di Kalmar.
Nel corso dei due secoli successivi la rivalità tra la Monarchia e il Riksråd, il consiglio di governo, erano costanti. Quando Gustavo Adolfo fu incoronato nel 1594 il Riksrad redasse la Carta di Nyköping, togliendo molti dei poteri del re. Durante il regno della regina Cristina di Svezia una grande porzione dei possedimenti della corona è stato alienato (dato a nobili) portando a una grave instabilità finanziaria in Svezia.
Nel 1654 solo 1,5% del territorio apparteneva alla corona e il 72% apparteneva alla nobiltà.

## La riduzione svedese
La prima riduzione (svedese: Fjärdepartsräfsten) sotto il regno di Carlo X Gustavo di Svezia nel 1655 ripristina un quarto di "donazioni" fatte dopo il 1632. Nella Grande Riduzione del 1680 sotto il regno di Carlo XI la Corona riconquista le terre precedentemente concesse alla nobiltà. La riduzione era stata sostenuta da gentry (signori), commercianti, funzionari statali e contadini allo stesso modo, in parte come un modo per limitare il potere delle grandi famiglie aristocratiche, e in parte come un modo per rendere lo stato solvente e in grado di pagare i propri debiti.
Attraverso la riduzione, le grandi famiglie aristocratiche hanno perso il loro potere in Svezia e sono state sostituite come pilastri dello Stato dai burocrati di origine borghese.
Nel 1700, il 35,5% delle terre apparteneva alla corona e il 33% apparteneva alla nobiltà.
Ciò è continuato fino alla fine dell'assolutismo svedese nel 1718, quando Carlo XII fu ucciso durante la Grande guerra del Nord.